# Rodolfo Muller
Rodolfo Muller (Livorno, 12 d'agost de 1876 - París, 11 de setembre de 1947) va ser un ciclista italià que va córrer a cavall del segle xix i xx.
Fou un dels ciclistes que va disputar, i acabar, la primera edició del Tour de França, l'any 1903.
Rodador i fondista, no aconseguí cap victòria de nivell i veié aturada la seva carrera per una sanció de 2 anys per una greu irregularitat comesa durant la Bordeus-París de 1904.

## Palmarès
- 1898
  - 6è a la París-Roubaix
- 1901
  - 6è a la París-Brest-París
- 1902
  - 3r a la Bordeus-París
- 1903
  - 3r del Bol d'Or
  - 4t al Tour de França